# Schronisko w Górze Towarnej Dużej
Schronisko w Górze Towarnej Dużej, Schronisko w Górze Towarniej Dużej, Schronisko w Górach Towarnych – schronisko na wzniesieniu Góry Towarne Duże w miejscowości Olsztyn w województwie śląskim, w powiecie częstochowskim, w gminie Olsztyn. Pod względem geograficznym jest to obszar Wyżyny Mirowsko-Olsztyńskiej w obrębie Wyżyny Częstochowskiej. 

## Opis
Schronisko znajduje się w skale, której wspinacze skalni nadali nazwę Płyta. Jest to znajdujący się na jej północno-zachodniej ścianie wielki okap, który powstał wskutek oderwanie się wielkich głazów. Leżą one u podnóża ściany, przesłaniając wejście pod okap. Ma on szerokość 12,5 m, wysokość 2,5 m i głębokość 5 m. Znajduje się pod nim duża nyża o płaskim dnie. Ściany okapu są surowe, o ostrych kantach, z dużymi i małymi, kolistymi wnękami.
Schronisko powstało w późnojurajskich wapieniach skalistych. Jego namulisko jest dość obfite, piaszczysto-próchniczne. Jest dobrze oświetlone, jego ściany miejscami porasta roślinność naskalna, a przy jego otworze rośnie bez czarny i glistnik jaskółcze ziele.
Po raz pierwszy schronisko opisał Kazimierz Kowalski w 1951 r. Jego plan opracował M. Czepiel.

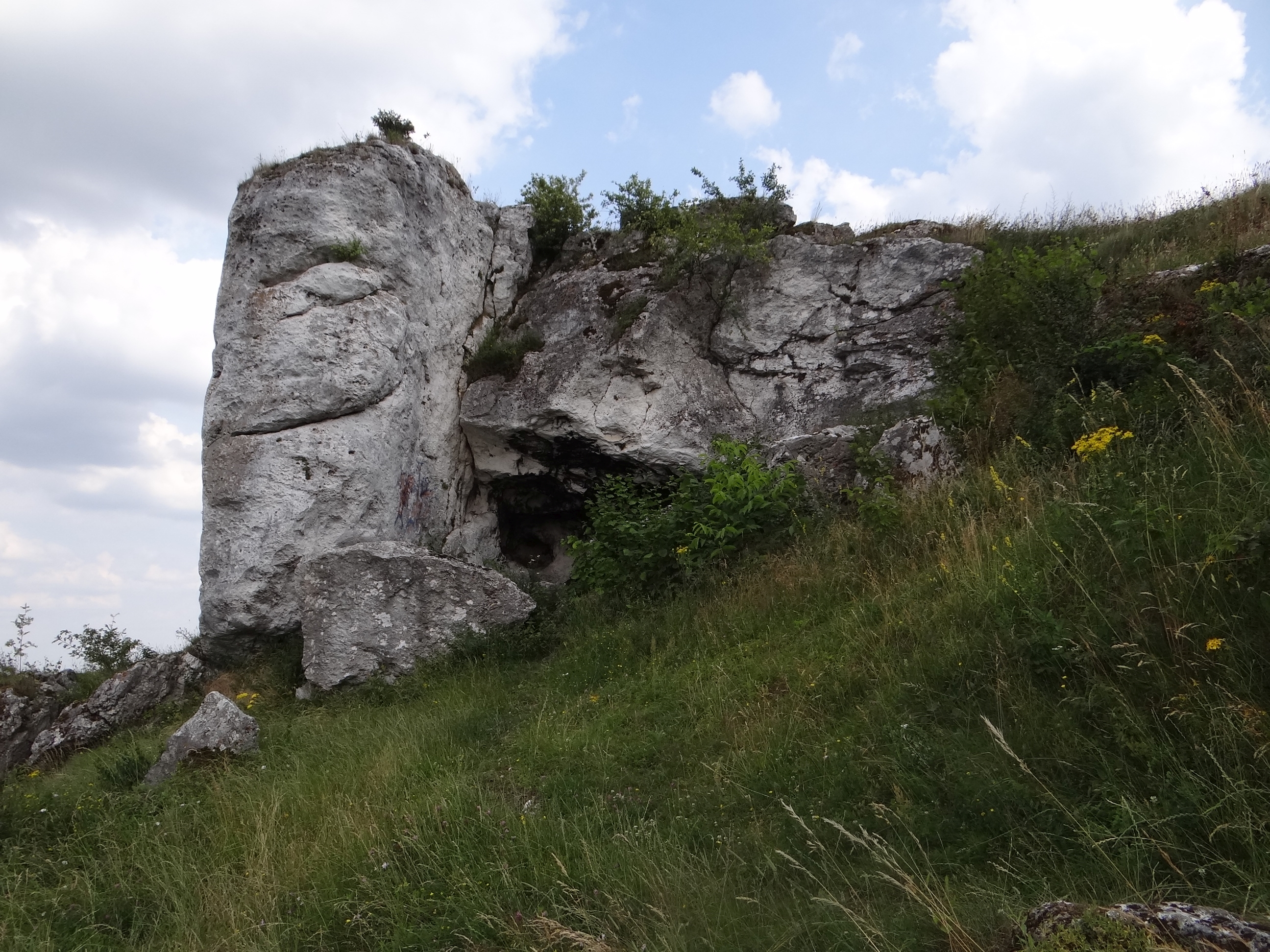
Schronisko za odpadniętym głazem
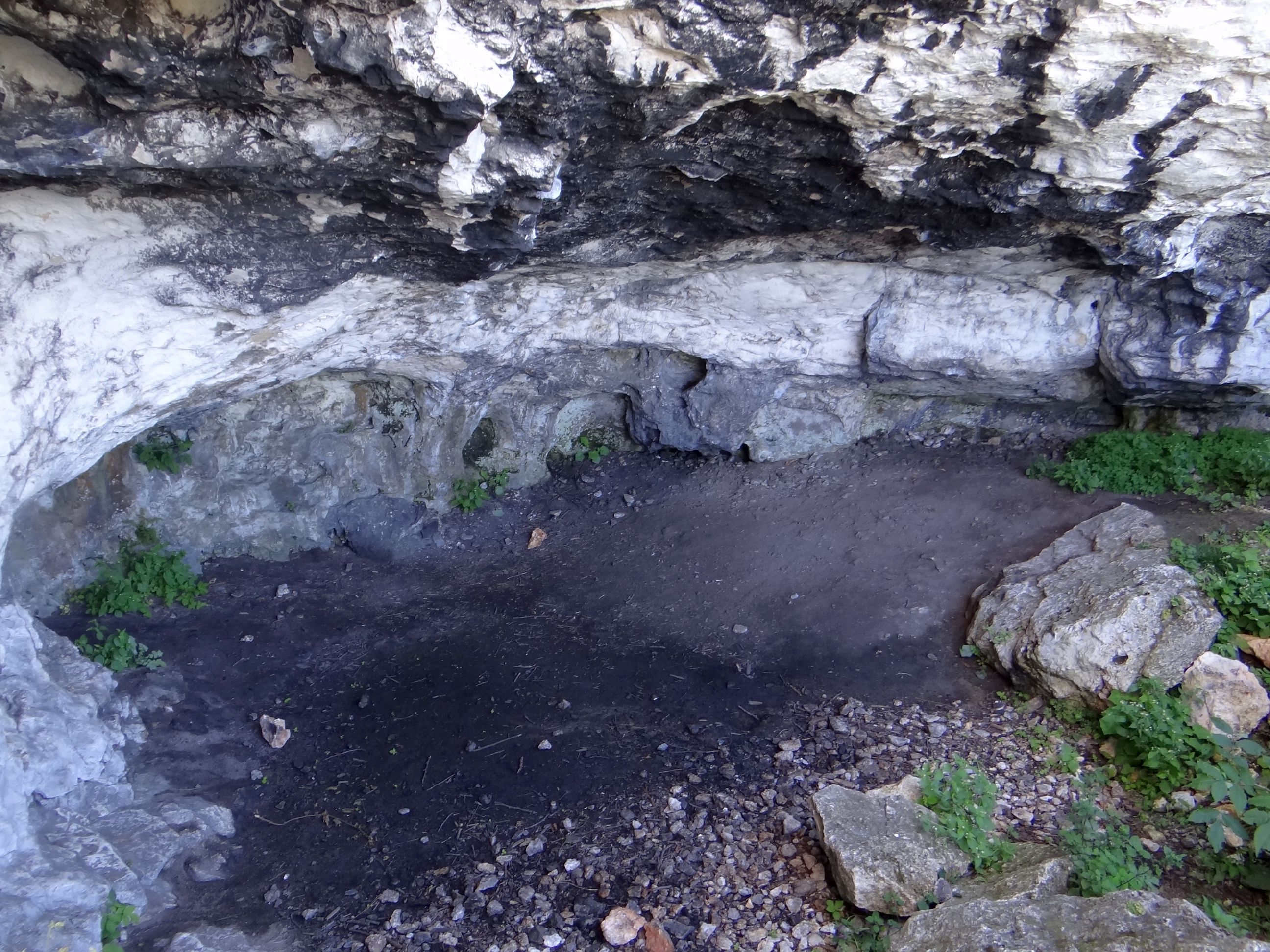
Schronisko
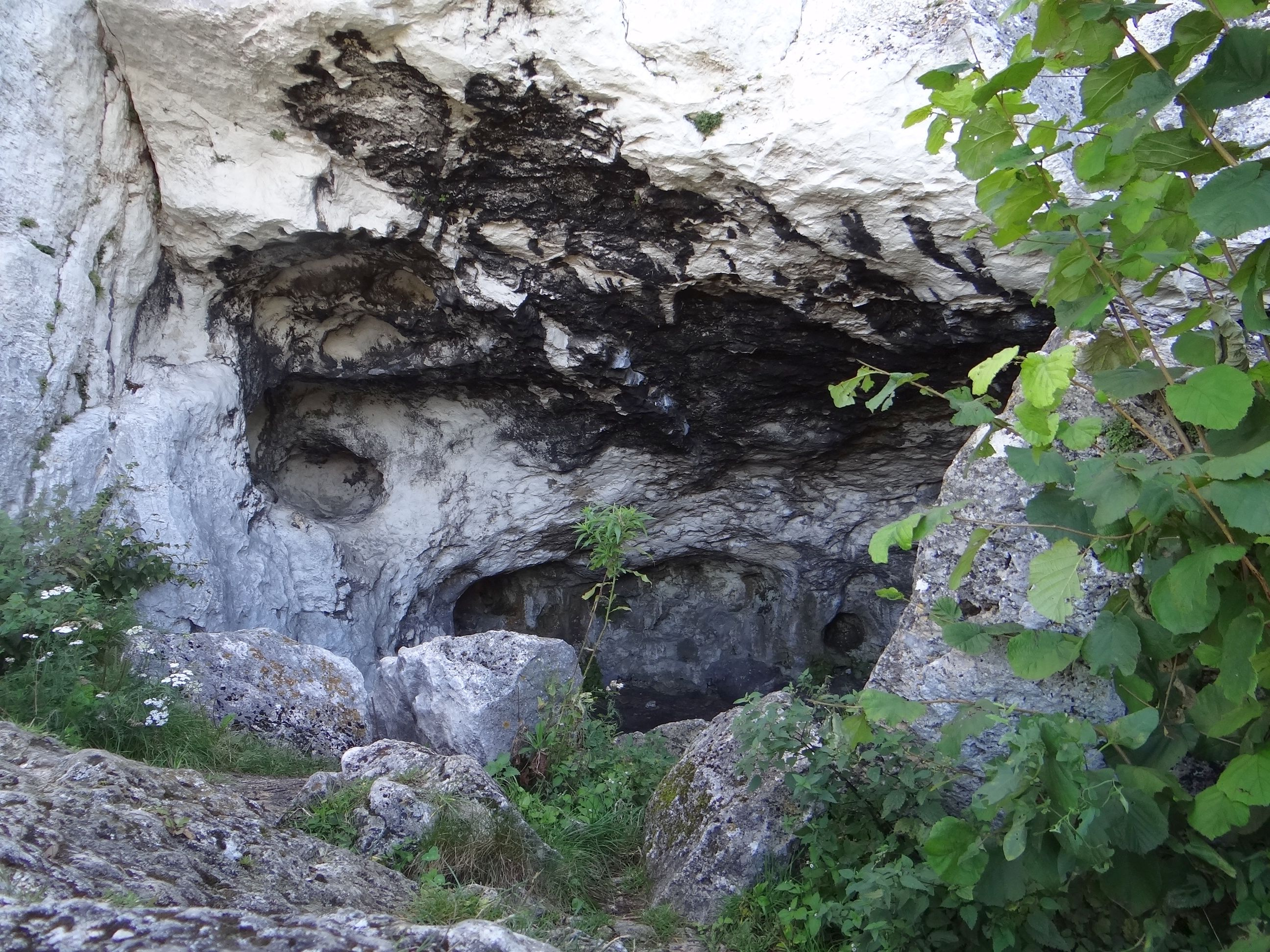
Schronisko
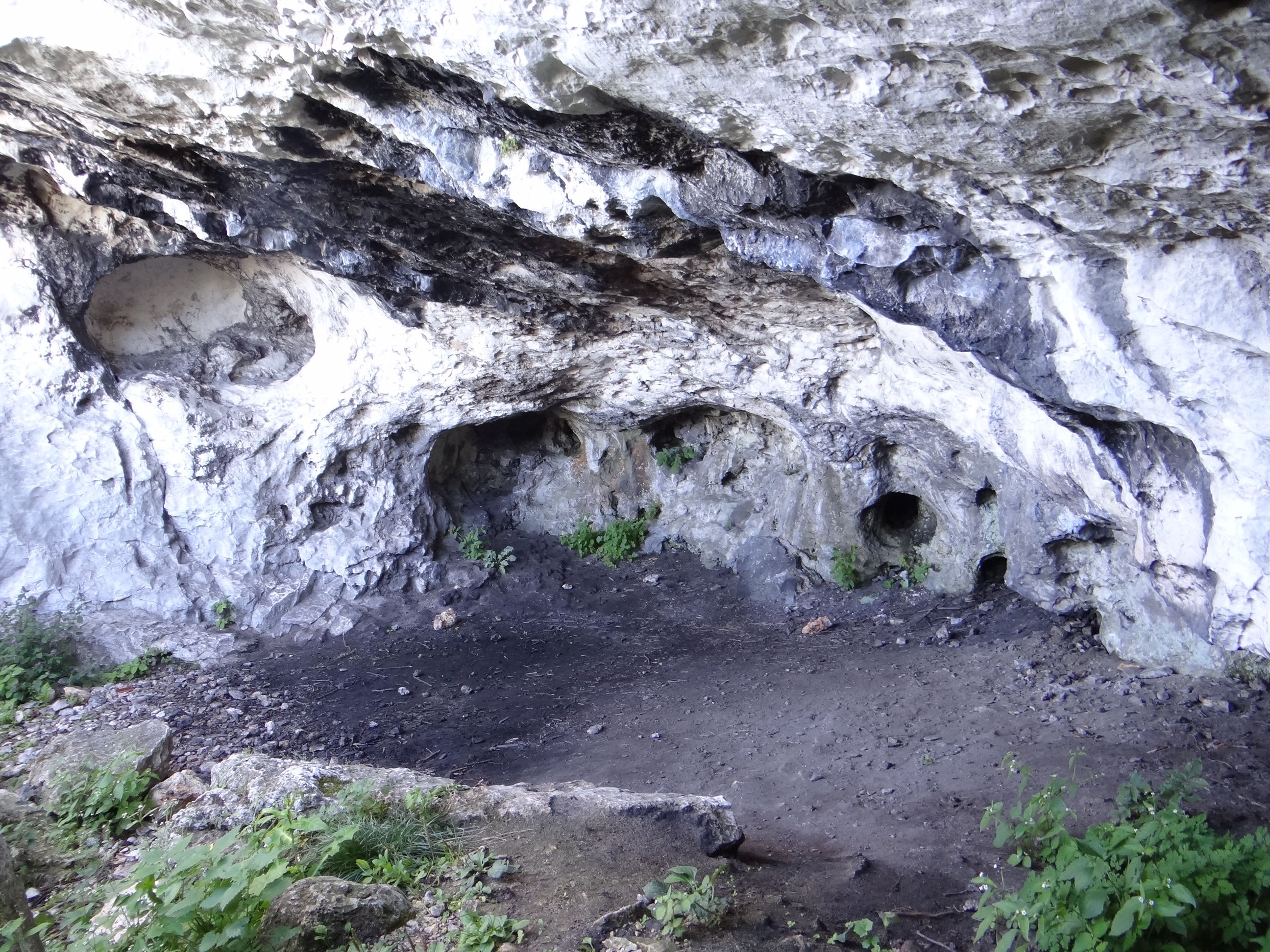
Schronisko